# Дюран, Ив
Ив Дюран — французский политик, бывший депутат Национального собрания Франции, член Социалистической партии Франции.

## Биография
Родился 6 июня 1946 г. в Амбриер-ле-Валле (департамент Майенн). На выборах в Национальное собрание 2007 года выиграл голосование по 11-му избирательному округу департамента Нор, получив 52,28 % голосов. Во время выборов в Национальное собрание 2012 года в пятый раз завоевал депутатский мандат, выиграв голосование по 11-му избирательному округу департамента Нор с 58,11 % голосов во 2-м туре. 
В выборах в Национальное собрание 2017 года не участвовал.

## Занимаемые выборные должности
22.03.1982 — 27.06.1988 — член Генерального совета департамента Нор 

06.03.1983 — 01.06.1990 — вице-мэр города Ломм 

17.06.1986 — 07.06.1990 — член совета региона Нор-Па-де-Кале 

13.06.1988 — 01.04.1993 — депутат Национального собрания Франции от 11-го избирательного округа департамента Нор 

01.06.1990 — 18.03.2001 — мэр города Ломм 

12.06.1997 — 20.06.2017 — депутат Национального собрания Франции от 11-го избирательного округа департамента Нор 

18.03.2001 — 16.09.2012 — мэр-делегат ассоциированной коммуны Ломм.